# 1926
Il 1926 (MCMXXVI in numeri romani) è un anno  del XX secolo.

## Eventi
- Gran Bretagna: a Londra entrano in funzione moderni semafori automatici.
- In Lituania si instaura un regime dittatoriale.
- Istituzione della figura del Dirigente Unico delle Ferrovie dello Stato Italiane nella tratta Fabriano – Urbino.
- Viene ultimata la costruzione dell'Autostrada dei Laghi, la prima autostrada a pedaggio del mondo.
- Scoperte le grotte di Pastena.
- Comincia la storia dell'Istat con la legge n.1162, che affida all'istituto il compito di rilevare, elaborare e diffondere dati, che precedentemente erano affidati a dicasteri diversi. Ciò per un migliore controllo del territorio e dei fenomeni collettivi.
- 1º gennaio                                                                 - Cesare Mori avvia le operazioni contro gli esponenti della mafia siciliana rintanati a Gangi.
- - Nasce la squadra di calcio della città acerrana: l’attuale  Real Acerrana.
- 2 gennaio: viene inaugurata la linea ferroviaria Soresina – Sesto Cremonese – Cremona -- Porta Milano, terzo nucleo della Ferrovia Cremona-Iseo.
- 26 gennaio – Gran Bretagna: a Londra l'ingegnere John Logie Baird presenta il primo prototipo di apparecchio televisivo.
- 3 aprile – Italia: viene istituita l'Opera nazionale balilla. Nello stesso giorno viene istituito il sindacato unico fascista, sono vietati gli scioperi ed è istituita la Magistratura del Lavoro.
- 21 aprile: 
  - a Monterrey viene fondata la congregazione delle Missionarie Catechiste dei Poveri.
- 24 aprile: a Berlino Germania e Unione Sovietica sottoscrivono un patto di neutralità e d'amicizia.
- 25 aprile
  - Reza Kahn viene incoronato Scià dell'Iran con il nome di Reza Shah Pahlavi.
  - Prima assoluta dell'opera lirica Turandot di Giacomo Puccini.
- 9 maggio – Artico: gli statunitensi Floyd Bennet e Richard Byrd sorvolano per la prima volta il Polo nord con un aeroplano.
- 12-14 maggio: colpo di Stato in Polonia condotto da Józef Piłsudski.
- 13 maggio – Alaska: l'italiano Umberto Nobile e il norvegese Roald Amundsen atterrano col dirigibile Norge dopo aver trasvolato il Polo nord, partendo due giorni prima da Roma.
- 21 giugno – Italia: inaugurazione della Ferrovia Alto Pistoiese
- 9 luglio – Roma, con la legge n.1162 nasce l'Istituto nazionale di statistica (ISTAT).
- 1º agosto:

- Messico: l'entrata in vigore delle misure anticléricali stipulate nella constitutione del 1917 provoca la guerra Cristera.            
- Nasce la squadra di calcio della città napoletana: l'attuale SSC Napoli.
- 6 agosto – Gran Bretagna: la statunitense Gertrude Ederle è la prima donna ad attraversare a nuoto La Manica.
- 25 agosto - Italia: nasce l'Associazione Calcio Napoli, meglio conosciuta come Napoli.
- 26 agosto – Firenze: dalla fusione delle sezioni calcio del Club Sportivo Firenze e della Palestra Ginnastica Fiorentina Libertas, nasce la Fiorentina.
- 27 agosto – New York: ticker-tape parade in onore di Gertrude Ederle, la prima donna ad attraversare la Manica a nuoto.
- 3 settembre – Italia: il fascismo scioglie tutti i consigli comunali e provinciali. L'elezione del sindaco è sostituita dalla nomina governativa dei podestà.
- 7 settembre – Italia: il regio decreto n. 154 attua il primo riordino nella storia del Regno d'Italia del sistema bancario (rafforzamento del ruolo della Banca d'Italia e del ministero del tesoro), sottraendo definitivamente al Banco di Napoli e al Banco di Sicilia la facoltà di stampare moneta.
- 20 settembre – Merate: entra in servizio il telescopio Zeiss di 1 metro di apertura, a quel tempo il più grande d'Italia.
- 31 ottobre – Bologna: lo studente quindicenne Anteo Zamboni spara a Benito Mussolini, e viene in seguito linciato dalla folla. La vicenda, ricca di punti oscuri, giustifica il giro di vite del fascismo contro gli oppositori politici.
- 1º novembre: il Consiglio dei ministri italiano approva le "leggi eccezionali per la sicurezza e la difesa dello stato", che prevedono, tra l'altro, lo scioglimento di tutti i partiti di opposizione, l'istituzione del Tribunale speciale per la difesa dello Stato (1926-1943) e la pena di morte per chi attenti alla vita del re e del duce. Viene istituito il confino per gli oppositori politici e gli obiettori di coscienza. Nello stesso giorno, vengono soppresse le pubblicazioni di alcuni quotidiani, tra cui l'Unità, Avanti!, La Voce Repubblicana e Il Lavoro. A Napoli viene assaltata la casa di Benedetto Croce, a Cagliari quella di Emilio Lussu, che viene arrestato. A Milano i fascisti devastano la sede della Camera del Lavoro, a Genova danno fuoco alla redazione del quotidiano Il Lavoro.
- 8 novembre – Roma: Antonio Gramsci viene arrestato nonostante l'immunità parlamentare. Assieme a lui il fascismo arresta gran parte del gruppo parlamentare del Partito Comunista Italiano.
- 18 novembre – Gran Bretagna: l'impero britannico si trasforma in Commonwealth delle nazioni.
- Dicembre – Milano: il Gruppo 7 in architettura con una serie di articoli sulla rivista Rassegna Italiana pubblica il manifesto del Razionalismo italiano.
- 6 dicembre: Ragusa viene eretta capoluogo di provincia.
- 25 dicembre – Tokyo: Hirohito diventa il 124º imperatore del Giappone, dando inizio al periodo Shōwa.
- 30 dicembre - Il fascio littorio viene dichiarato emblema ufficiale del Regno d'Italia.

## Nati
Ci sono circa 2 240 voci su persone nate nel 1926; vedi la pagina Nati nel 1926 per un elenco descrittivo o la categoria Nati nel 1926 per un indice alfabetico.

## Morti
Ci sono circa 550 voci su persone morte nel 1926; vedi la pagina Morti nel 1926 per un elenco descrittivo o la categoria Morti nel 1926 per un indice alfabetico.

## Calendario
| Calendario 1926 | Calendario 1926 | Calendario 1926 | Calendario 1926 | Calendario 1926 | Calendario 1926 | Calendario 1926 | Calendario 1926 | Calendario 1926 | Calendario 1926 | Calendario 1926 | Calendario 1926 | Calendario 1926 | Calendario 1926 | Calendario 1926 | Calendario 1926 | Calendario 1926 | Calendario 1926 | Calendario 1926 | Calendario 1926 | Calendario 1926 | Calendario 1926 | Calendario 1926 | Calendario 1926 | Calendario 1926 | Calendario 1926 | Calendario 1926 | Calendario 1926 | Calendario 1926 | Calendario 1926 | Calendario 1926 | Calendario 1926 | Calendario 1926 |
| --------------- | --------------- | --------------- | --------------- | --------------- | --------------- | --------------- | --------------- | --------------- | --------------- | --------------- | --------------- | --------------- | --------------- | --------------- | --------------- | --------------- | --------------- | --------------- | --------------- | --------------- | --------------- | --------------- | --------------- | --------------- | --------------- | --------------- | --------------- | --------------- | --------------- | --------------- | --------------- | --------------- |
|                 | 1               | 2               | 3               | 4               | 5               | 6               | 7               | 8               | 9               | 10              | 11              | 12              | 13              | 14              | 15              | 16              | 17              | 18              | 19              | 20              | 21              | 22              | 23              | 24              | 25              | 26              | 27              | 28              | 29              | 30              | 31              |                 |
| Gennaio         | Ve              | Sa              | Do              | Lu              | Ma              | Me              | Gi              | Ve              | Sa              | Do              | Lu              | Ma              | Me              | Gi              | Ve              | Sa              | Do              | Lu              | Ma              | Me              | Gi              | Ve              | Sa              | Do              | Lu              | Ma              | Me              | Gi              | Ve              | Sa              | Do              |                 |
| Febbraio        | Lu              | Ma              | Me              | Gi              | Ve              | Sa              | Do              | Lu              | Ma              | Me              | Gi              | Ve              | Sa              | Do              | Lu              | Ma              | Me              | Gi              | Ve              | Sa              | Do              | Lu              | Ma              | Me              | Gi              | Ve              | Sa              | Do              |                 |                 |                 |                 |
| Marzo           | Lu              | Ma              | Me              | Gi              | Ve              | Sa              | Do              | Lu              | Ma              | Me              | Gi              | Ve              | Sa              | Do              | Lu              | Ma              | Me              | Gi              | Ve              | Sa              | Do              | Lu              | Ma              | Me              | Gi              | Ve              | Sa              | Do              | Lu              | Ma              | Me              |                 |
| Aprile          | Gi              | Ve              | Sa              | Do              | Lu              | Ma              | Me              | Gi              | Ve              | Sa              | Do              | Lu              | Ma              | Me              | Gi              | Ve              | Sa              | Do              | Lu              | Ma              | Me              | Gi              | Ve              | Sa              | Do              | Lu              | Ma              | Me              | Gi              | Ve              |                 |                 |
| Maggio          | Sa              | Do              | Lu              | Ma              | Me              | Gi              | Ve              | Sa              | Do              | Lu              | Ma              | Me              | Gi              | Ve              | Sa              | Do              | Lu              | Ma              | Me              | Gi              | Ve              | Sa              | Do              | Lu              | Ma              | Me              | Gi              | Ve              | Sa              | Do              | Lu              |                 |
| Giugno          | Ma              | Me              | Gi              | Ve              | Sa              | Do              | Lu              | Ma              | Me              | Gi              | Ve              | Sa              | Do              | Lu              | Ma              | Me              | Gi              | Ve              | Sa              | Do              | Lu              | Ma              | Me              | Gi              | Ve              | Sa              | Do              | Lu              | Ma              | Me              |                 |                 |
| Luglio          | Gi              | Ve              | Sa              | Do              | Lu              | Ma              | Me              | Gi              | Ve              | Sa              | Do              | Lu              | Ma              | Me              | Gi              | Ve              | Sa              | Do              | Lu              | Ma              | Me              | Gi              | Ve              | Sa              | Do              | Lu              | Ma              | Me              | Gi              | Ve              | Sa              |                 |
| Agosto          | Do              | Lu              | Ma              | Me              | Gi              | Ve              | Sa              | Do              | Lu              | Ma              | Me              | Gi              | Ve              | Sa              | Do              | Lu              | Ma              | Me              | Gi              | Ve              | Sa              | Do              | Lu              | Ma              | Me              | Gi              | Ve              | Sa              | Do              | Lu              | Ma              |                 |
| Settembre       | Me              | Gi              | Ve              | Sa              | Do              | Lu              | Ma              | Me              | Gi              | Ve              | Sa              | Do              | Lu              | Ma              | Me              | Gi              | Ve              | Sa              | Do              | Lu              | Ma              | Me              | Gi              | Ve              | Sa              | Do              | Lu              | Ma              | Me              | Gi              |                 |                 |
| Ottobre         | Ve              | Sa              | Do              | Lu              | Ma              | Me              | Gi              | Ve              | Sa              | Do              | Lu              | Ma              | Me              | Gi              | Ve              | Sa              | Do              | Lu              | Ma              | Me              | Gi              | Ve              | Sa              | Do              | Lu              | Ma              | Me              | Gi              | Ve              | Sa              | Do              |                 |
| Novembre        | Lu              | Ma              | Me              | Gi              | Ve              | Sa              | Do              | Lu              | Ma              | Me              | Gi              | Ve              | Sa              | Do              | Lu              | Ma              | Me              | Gi              | Ve              | Sa              | Do              | Lu              | Ma              | Me              | Gi              | Ve              | Sa              | Do              | Lu              | Ma              |                 |                 |
| Dicembre        | Me              | Gi              | Ve              | Sa              | Do              | Lu              | Ma              | Me              | Gi              | Ve              | Sa              | Do              | Lu              | Ma              | Me              | Gi              | Ve              | Sa              | Do              | Lu              | Ma              | Me              | Gi              | Ve              | Sa              | Do              | Lu              | Ma              | Me              | Gi              | Ve              |                 |

## Premi Nobel
In quest'anno sono stati conferiti i seguenti Premi Nobel:
- per la Pace: Aristide Briand, Gustav Stresemann
- per la Letteratura: Grazia Deledda
- per la Medicina: Johannes Andreas Grib Fibiger
- per la Fisica: Jean Baptiste Perrin
- per la Chimica: Theodor Svedberg